# Manjača
Manjača är en bergskedja i Bosnien och Hercegovina.   Den ligger i entiteten Republika Srpska, i den centrala delen av landet, 130 km nordväst om huvudstaden Sarajevo.
I omgivningarna runt Manjača växer i huvudsak lövfällande lövskog. Runt Manjača är det ganska tätbefolkat, med 67 invånare per kvadratkilometer.